# Cory Christensen
Cory Christensen (* 1. Dezember 1994 in Duluth) ist eine US-amerikanische Curlerin. Derzeit spielt sie als Skip.
Sie begann ihre internationale Karriere bei der Juniorenweltmeisterschaft 2012, bei der sie als Skip des US-Teams Zehnte wurde. Nach weiteren Teilnahmen bei diesem Wettbewerb gewann sie bei der Juniorenweltmeisterschaft 2016 als Skip die Silbermedaille, nachdem das Finale gegen die Kanadierinnen um Mary Fay, die in den Play-offs noch geschlagen werden konnten, verloren ging. 
Bei ihrer ersten Weltmeisterschaft 2017 spielte sie als Ersatzspielerin im Team von Nina Roth und wurde Fünfte. 
Im November 2017 wurde sie vom amerikanischen Verband als Ersatzspielerin für das US-Team der Frauen (Skip: Nina Roth, Thirdl: Tabitha Peterson, Second: Aileen Geving, Lead: Becca Hamilton) bei den Olympischen Winterspielen 2018 in Pyeongchang nominiert.  Zusammen mit ihren Teamkolleginnen belegte Christensen, die nicht zum Einsatz kam, nach vier Siegen und fünf Niederlagen in der Round Robin den achten Platz.